# Ligeti Lajos
Ligeti Lajos (Balassagyarmat, 1902. október 28. – Budapest, 1987. május 24.) magyar orientalista, nyelvész, filológus, mongolista, turkológus, egyetemi tanár, tanszékvezető; író, műfordító, több keleti nyelv normatív magyar átírásának megalkotója; a Magyar Tudományos Akadémia tagja (l. 1936, r. 1947).

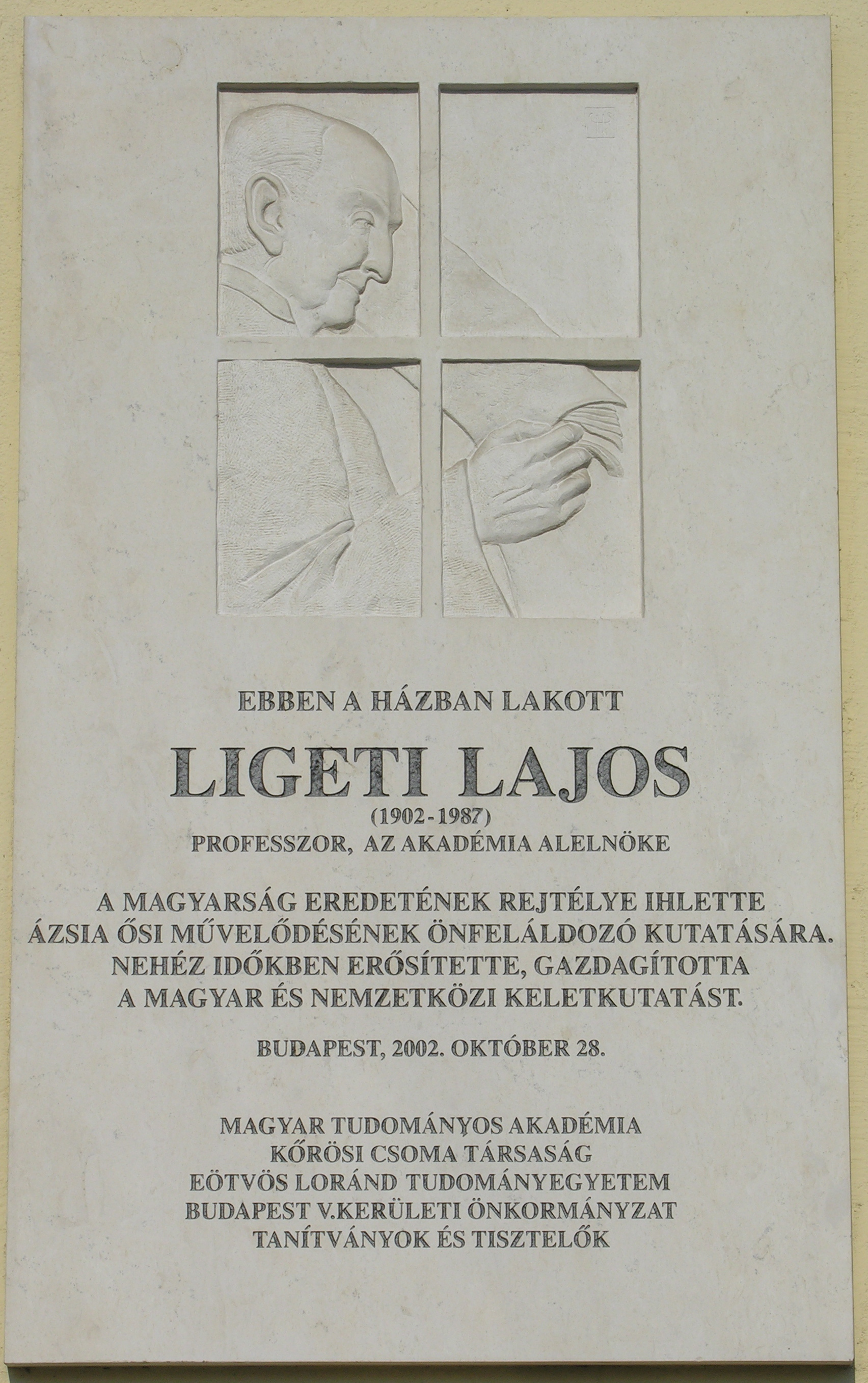
Ligeti Lajos emléktáblája egykori lakhelyén, a Belgrád rakpart 26. szám alatt

## Élete, munkássága
Ligeti János csizmadiamester és Cseh Ilona fia. Szülővárosában érettségizett kitűnő eredménnyel. Érettségi után az Eötvös József Collégium tagjaként a budapesti Pázmány Péter Tudományegyetemen tanult klasszika-filológiát és törököt, 1925-ben doktorált. 1925-től 1928-ig Párizsban, a Sorbonne-on tanult mongolisztikát, tibetológiát és sinológiát. 1928–30-ban a Kínához tartozó Belső-Mongóliában, 1936–37-ben Afganisztánban járt kutatóúton. 1940-es japán útját a Vallás- és Közoktatásügyi Minisztérium támogatta. Keleti kutatásait a magyar őstörténet megismerésének szolgálatába állította.
1931-ben Budapesten a Pázmány Péter Tudományegyetemen Közép-Ázsia történetének előadója, 1932-től a mongol filológia tanára, 1934-től az egyetem Kelet-ázsiai Intézetének adjunktusa, 1939-től a keleti népek történetének nyilvános rendkívüli tanára, 1940-től 1950-ig nyilvános rendes tanára. 1939-től 1950-ben a Kelet-ázsiai Intézet, 1941–1945-ben a Magyarságtudományi Intézet igazgatója. 1950-től 1972-ig a Belső-ázsiai Tanszék tanszékvezető egyetemi tanára, ezzel egyidejűleg 1942–1961-ben a Kelet-ázsiai Tanszék, 1964–1971-ig a Török Filológiai Tanszék, 1972-ig az MTA Altajisztikai Tanszéki Kutatócsoportjának vezetője.
1949-ben Kossuth-díjjal ismerték el munkásságát. 1949-től 20 éven át az MTA alelnöke, 1956 és 1957 fordulóján ügyvezető elnöke volt. 1967-ben Akadémiai Aranyérem kitüntetést kapott.
Ő indította útjára az Acta Orientalia Academiae Scientiarum Hungaricae (1950–) és a Keletkutatás (1973–) című folyóiratokat, de szerkesztette a Bibliotheca Orientalis Hungarica és a Kőrösi Csoma Kiskönyvtár sorozatokat is.
Magyarra fordította Szászkja Pandita bölcs mondásainak tárházát (Budapest, 1984., Tandori Dezső költői tolmácsolásában) és a Mongolok titkos történetét (Budapest, 1962).
11 ezer kötetes magánkönyvtárát a SZTE Klebelsberg Könyvtárnak adományozta, ezzel megalapozta Szegeden egy orientalisztikai könyvgyűjtemény létrejöttét, amely nagyban segítette a szegedi Bölcsészkaron folyó altajisztikai és sztyeppetörténeti oktató- és kutatómunkát.

## Főbb művei
- Attila családfája; Eötvös Collegium volt Tagjainak Szövetsége, Budapest, 1926 (Eötvös füzetek)
- A magyarság keleti kapcsolatai. Egy készülő szintézis alapelvei; s.n., Budapest, 1932 (Minerva-könyvtár)
- Rapport préliminaire d'un voyage d'exploration fait en Mongolie Chinoise 1928–1931; Kőrösi Csoma Társaság, Budapest, 1933 (hasonmásban: 1977)
- Sárga Istenek, sárga emberek. Egy év Belső-Mongólia lámakolostoraiban; Egyetemi ny., Budapest, 1934
- Kína. Múlt és jelen; Magyar Szemle, Budapest, 1935 (Kincsestár)
- Afgán földön; Franklin, Budapest, 1938 (A Magyar Földrajzi Társaság könyvtára)
- Az ismeretlen Belső-Ázsia; Athenaeum, Budapest, 1940
- Attila hunjainak eredete In: Attila és hunjai / Szerk.: Németh Gyula (1940)
- Ázsiai hunok In: Attila és hunjai / Szerk.: Németh Gyula (1940)
- A kínai-átírásos barbár nyelvi glosszák kérdése; Hornyánszky Ny., Budapest, 1941
- Catalogue du Kanjur mongol imprimé (Bp., 1942–1944)
- Analecta orientalia memoriae Alexandri Csoma de Kőrös dicata; szerk. Ligeti Lajos; MTA, Budapest, 1947 (Bibliotheca orientalis Hungarica)
- Egy XII. századi mandzsu-tungúz írás : a "kis" dzsürcsi írás értelmezése (Budapest, 1948)
- A magyar tudomány tíz éve 1945–1955; szerk. Ligeti Lajos; Akadémiai, Budapest, 1955
- Le Po kia sing en écriture 'phags-pa; Akadémiai, Budapest, 1957
- Preklasszikus emlékek, 1-4.; közzéteszi Ligeti Lajos; Belső-ázsiai Intézet, Budapest, 1963–1969 (Mongol nyelvemléktár)
  - 1. XIII-XIV. század; 1963
  - 4. XIII-XVI. század és a XVII. század eleje; 1965
  - 5. Jüan- és Ming-kori szövegek klasszikus átírása; 1967
  - 15. 1969
- Phangs-pa írásos emlékek; Belső-ázsiai Intézet, Budapest, 1964 (Mongol nyelvemléktár)
- Les voyelles longues en moghol; Akadémiai Ny., Budapest, 1964
- Monuments en écriture 'phags-pa; OSZK, Bp., 1968 (Indices verborum linguae Mongolicae monumentis traditorum)
- Monuments préclassiques. 1., XIIIe et XIVe siécles, 1-2.; szerk. Ligeti Lajos; Akadémiai, Budapest, 1970–1972
- Mongolian studies; szerk. Ligeti Lajos; Akadémiai, Budapest, 1970 (Bibliotheca orientalis Hungarica)
- Studia Turcica; szerk. Ligeti Lajos; Akadémiai, Budapest, 1971 (Bibliotheca orientalis Hungarica)
- Histoire secréte des mongols. Texte en écriture ouigoure incorporé dans la chronique Altan tobči de Blo-bzan bstan-'jin; Akadémiai, Budapest, 1974 (Monumenta linguae Mongolicae collecta)
- Research in Altaic languages. 14. Permanent International Altaistic Conference. Szeged, August 22-28. 1971; szerk. Ligeti Lajos; Akadémiai, Budapest, 1975 (Bibliotheca orientalis Hungarica)
- A magyar nyelv török kapcsolatai és ami körülöttük van (Budapest, I. kiadás: 1977; II. kiadás: 1979)
- Proceedings of the Csoma de Kőrös memorial symposium. Held at Mátrafüred, 24-30. September 1976; szerk. Ligeti Lajos; Akadémiai, Budapest, 1978 (Bibliotheca orientalis Hungarica)
- Keleti nevek magyar helyesírása; főszerk. Ligeti Lajos, szerk. Terjék József; Akadémiai, Budapest, 1981
- Prolegomena to the Codex Cumanicus; Akadémiai Ny., Budapest, 1981
- Tibetan and Buddhist studies. Commemorating the 200th anniversary of the birth of Alexander Csoma de Kőrös, 1-2.; szerk. Ligeti Lajos, közrem. Bethlenfalvy Géza, Egyed Alice; Akadémiai, Budapest, 1984
- A Codex Cumanicus mai kérdései; Kőrösi Csoma Társaság, Budapest, 1985 (Keleti értekezések)
- A magyar nyelv török kapcsolatai a honfoglalás előtt és az Árpád-korban; Akadémiai, Budapest, 1986
- Sárga istenek, sárga emberek. Egy év Belső-Mongólia lámakolostoraiban; előszó Hazai György, szöveggond. Furkó Zoltán; Szépirodalmi, Budapest, 1988 (Kentaur könyvek)
- A mongolok titkos története; ford., előszó Ligeti Lajos, versford. Képes Géza, utószó Kara György; Osiris, Budapest, 2004

### Cikkei
- Az Akadémia könyvtára és az orientalisztika (Magyar Könyvszemle, 1977)

### Szerkesztőként
- A magyarság őstörténete (Budapest, 1943; reprint: 1986)